# Carl Ludwig Scheins
Carl Ludwig Scheins (* 14. September 1808 in Aachen; † 23. Oktober 1879 in Düsseldorf) war ein deutscher Landschaftsmaler der Düsseldorfer Schule.

## Leben und Wirken
Der in Aachen aufgewachsene Carl Ludwig Scheins zog als junger Mann nach Düsseldorf, wo er an der dortigen Kunstakademie Düsseldorf Malerei studierte. In den Jahren 1830 bis 1837 spezialisierte er sich auf Landschaftsmalerei und besuchte die Meisterklasse von Johann Wilhelm Schirmer. Er zählt zum Kreis der Düsseldorfer Malerschule, so erwähnte ihn bereits 1836 der Archivar und Schriftsteller Johann Josef Scotti, und später Wolfgang Müller von Königswinter in seinem Düsseldorfer Künstleralbum. Auch das  Aachener Suermondt-Ludwig-Museum, wo einige ausgewählte Exponate dieser Malerschule (neben den Gemälden von Scheins unter anderem auch Werke von Schirmer, Oswald und Andreas Achenbach sowie Caspar Scheuren) ausgestellt sind, ordnet ihn diesem Künstlermilieu zu.
Im Jahr 1840 wurde Carl Ludwig Scheins im Rahmen der Kunstausstellung in Antwerpen mit der Verdienstmedaille für auswärtige Künstler ausgezeichnet.
In seinen Landschaftsbildern wird deutlich, dass sich Scheins in akribischer Weise mit der Gestaltung und jahreszeitlich spezifischen Erscheinung der Natur beschäftigt hat. Im Besonderen zeichnen sich seine Darstellungen von Bäumen aller Art durch eine exakte, fast schon anatomische Formgebung aus. Die Darstellung einzelner in der Landschaft stehender Gebäude, Kirchhöfe, Ruinen und anderer Bauwerke zeigen bei Scheins ein hohes Maß an architektonischem Feinsinn. Seine Landschaftsbilder sind ergänzt mit Menschen und Tieren, die wie rein zufällig zum Zeitpunkt der Bildentstehung ihrer spezifischen Tätigkeit nachgehen und dadurch das Bild beleben, ohne dabei maßgeblich im Vordergrund zu stehen. Dennoch strahlen viele seiner Werke, im Besonderen die Winterlandschaften, durch geschickten Umgang mit unterschiedlichen Beleuchtungskomponenten, in ihrem Gesamteindruck eine gewisse Melancholie aus, wie es Wolfgang Müller beschreibt.

## Werke (Auswahl)
- Spätsommertag am Bergsee, Öl/Ldw.

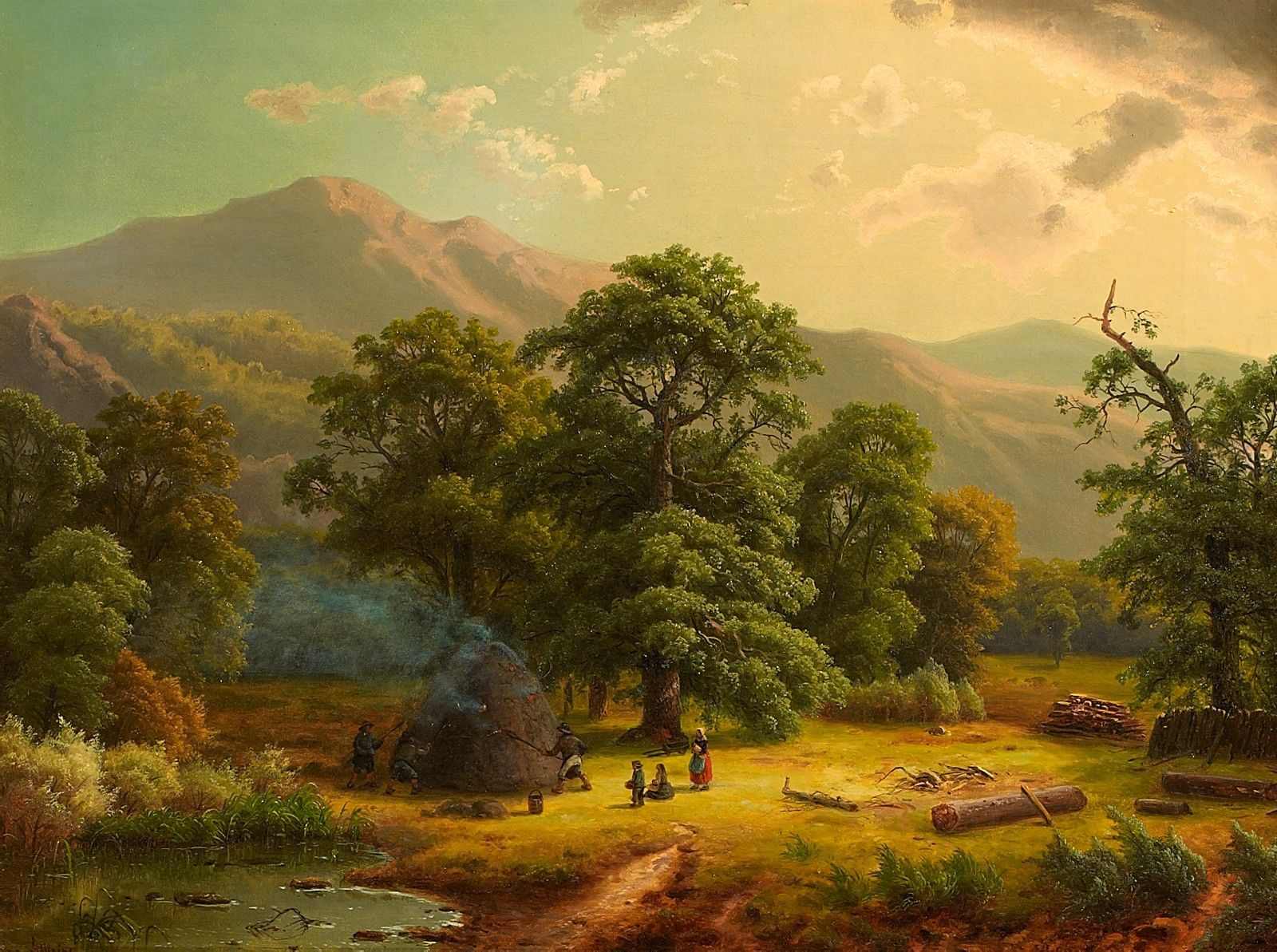
Die Köhler

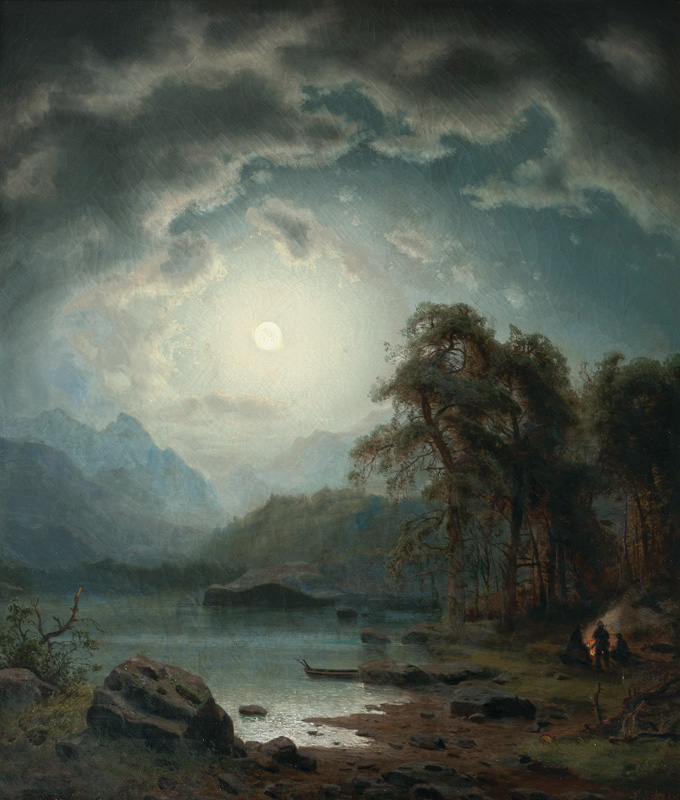
Seelandschaft im Mondschein (Nachtlandschaft mit Jägern am Feuer)

- Gebirgstal mit See und steilen Ufern, Öl/Ldw.
- Südländische Landschaft, Öl/Ldw.
- Stürmische sommerliche Seelandschaft mit baumbestandenem Ufer, Öl/Ldw.
- Seelandschaft mit Mondschein (Nachtlandschaft mit Jägern am Feuer), Öl/Ldw.
- Jäger mit seinem Hund an einem bewaldeten Bachlauf, Öl/Ldw.
- Die Köhler, Öl/Ldw.
- Winterliche Waldlandschaft mit zwei Holzleserinnen. Romantische Schilderung, Öl/Lwd.
- Eine kleine Kirche im Winter, Öl/Ldw.
- Im Winterwald, Öl/Ldw.
- Ein Winterspaziergang, Öl/Ldw.
- Verschneite Landschaft mit zugefrorenem Altwasser, Öl/Ldw.